# Tamara Makarova
Tamara Fëdorovna Makarova (in russo Тама́ра Фёдоровна Мака́рова?; San Pietroburgo, 13 agosto 1907 – Mosca, 20 gennaio 1997) è stata un'attrice sovietica, presente in 31 film tra il 1927 e il 1984. Fu sposata al regista sovietico Sergej Gerasimov.

## Biografia
Nasce a San Pietroburgo nel 1907. Nel 1924, in un programma teatrale, incontra Sergej Gerasimov, con il quale gira diversi film tra cui il suo esordio del 1927, Чужой пиджак. Successivamente, sposa Gerasimov e continua a recitare nelle pellicole cinematografiche. Nel secondo dopoguerra, si trasferisce col marito a Mosca e inizia a studiare nell'università statale pan-russa di cinematografia in seguito intitolata al marito.

## Filmografia parziale

### Cinema
- Čužoj pidžak, regia di Boris Špis (1927)
- La nuova Babilonia (Novyj Vavilon), regia di Grigorij Kozincev e Leonid Trauberg (1929)
- Il disertore (Dezertir), regia di Vsevolod Pudovkin (1933)
- Komsomol'sk, regia di Sergej Gerasimov (1938)
- Mascherata (Маскарад, Maskarad), regia di Sergej Gerasimov (1941)
- Bol'šaja zemlja, regia di Sergej Gerasimov (1944)
- Kamennyj cvetok, regia di Aleksandr Ptuško (1946)
- Il giuramento (Kljatva), regia di Michail Čiaureli (1946)
- La giovane guardia (Molodaja gvardija), regia di Sergej Gerasimov (1946)
- Sel'skij vrač, regia di Sergej Gerasimov (1951)
- Il giornalista (Žurnalist), regia di Sergej Gerasimov (1967)
- Dočki-materi, regia di Sergej Gerasimov (1974)
- Junost' Petra, regia di Sergej Gerasimov (1978)
- V načale slavnych del, regia di Sergej Gerasimov (1980)